# Perpetuo Guasco
Perpetuo Guasco OFMObs (* 2. Juli 1803 in Solero, Königreich Sardinien; † 26. August 1859 in Kairo, Eyâlet Ägypten) war ein sardischer Ordensgeistlicher und römisch-katholischer Apostolischer Vikar von Ägypten.

## Leben
Perpetuo Guasco war Mitglied der Ordensgemeinschaft der Franziskaner.
Mit der Gründung des Apostolischen Vikariats Ägypten und Arabien aus Gebietsabtretungen des Apostolischen Vikariats Syrien, Ägypten, Arabien und Zypern am 18. Mai 1839 wurde Perpetuo Guasco am 7. Juni 1839 zum Titularbischof von Fesseë und zum Apostolischen Vikar von Ägypten sowie zum Apostolischen Delegaten in Ägypten und Arabien im damaligen Osmanischen Reich ernannt. Die Bischofsweihe spendete ihm am 29. September desselben Jahres in Beirut der Apostolische Delegat in Syrien, Erzbischof Francisco Villardel OFMObs.
1851 änderte das Apostolische Vikariat Ägypten und Arabien seinen Namen in Apostolisches Vikariat Ägypten, womit Bischof Perpetuo Guasco zum Apostolischen Vikar von Ägypten wurde. Dieses Amt bekleidete er zeitgleich mit jenem des Apostolischen Delegaten in Ägypten und Arabien bis zu seinem Tod am 26. August 1859.